# Мечеть Хасана II

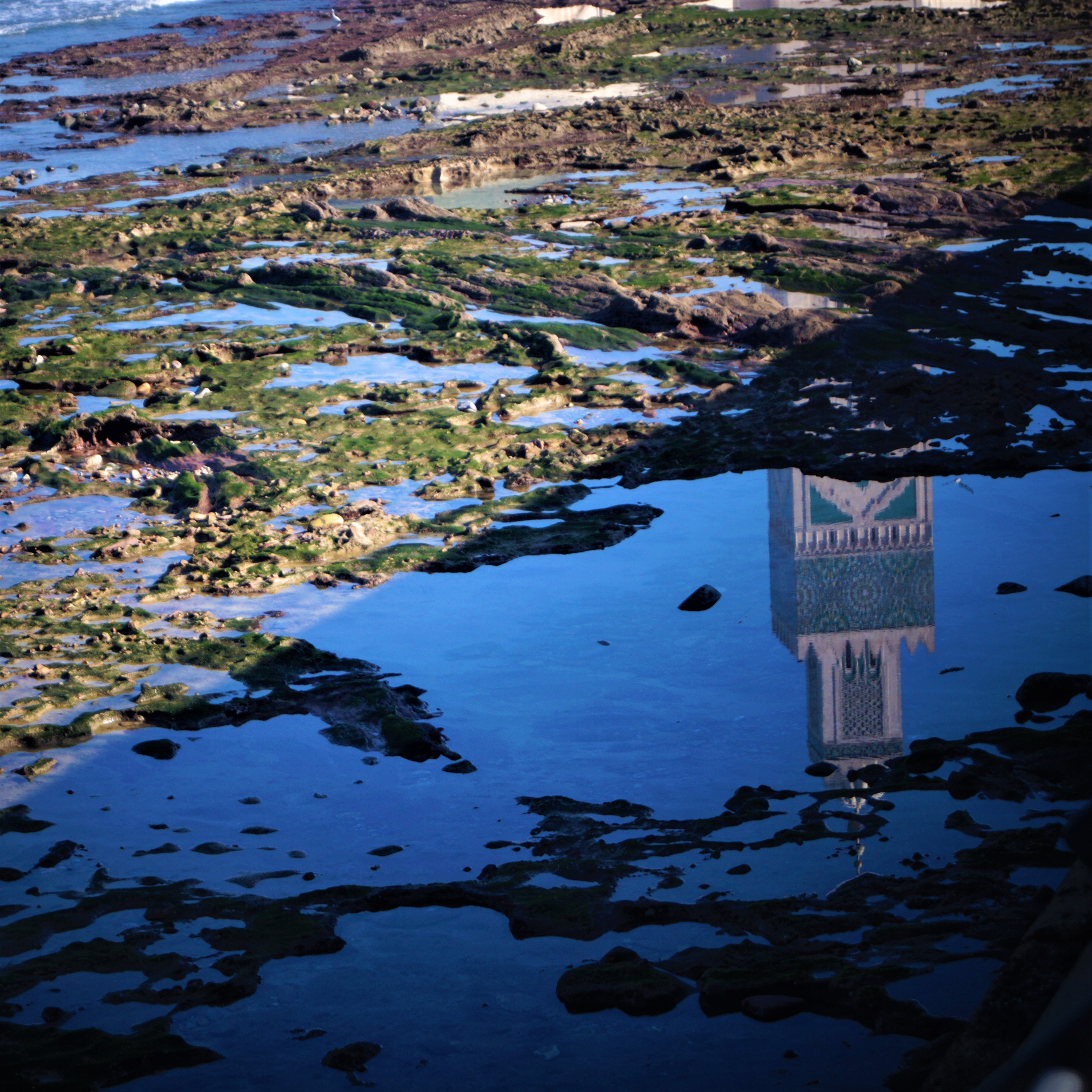
Отражение минарета на атлантической воде

Великая мечеть Хасана II (араб. مسجد الحسن الثاني‎) — крупнейшая мечеть Марокко, Касабланка. Сооружение находится на намыве Атлантического океана, вид на который открывается из гигантского стеклянного зала, вместимостью в 25 тысяч верующих. Ещё 80 тысяч человек могут молиться на прилегающей к мечети площади. Таким образом, общая вместимость составляет 105 тысяч верующих. Высота единственного минарета равна 210 метрам. Дизайн разработал французский архитектор Мишель Пинсо.

## История строительства
Мечеть была построена в период правления короля Марокко Хасана II. Строительство началось 12 июля 1986 года и завершилось в 1989 году к 60-летию самого короля. Однако здание не открывалось до 30 августа 1993 года. К работе было привлечено 2500 строителей, 10 000 художников и других мастеров по оформлению. Все материалы для строительства были взяты из регионов Марокко, и лишь белый гранит для колонн и 50-тонные стеклянные люстры завезли из Италии. Шесть тысяч традиционных марокканских ремесленников в течение пяти лет трудились над созданием мозаик, мраморных полов, каменных колонн и других украшений для мечети.

## Описание
Здание мечети расположено на территории равной 9 гектарам. Внутри молитвенного зала воздвигнуто 78 колонн из розового гранита, полы устланы плитами из золотистого мрамора и зелёного оникса. Кровля покрыта ярко-изумрудной черепицей. При строительстве этого грандиозного сооружения были применены технологические новшества с целью адаптировать его к разным погодным условиям. К примеру, полы имеют подогрев, крыша может раздвигаться, а само здание является сейсмоустойчивым. В верхней части минарета имеется лазерный прожектор, создающий в небе световую линию зелёного цвета длиной в 30 км в сторону Заповедной Мечети в Мекке.
Половина площади мечети находится над Атлантическим океаном. По словам главного архитектора — Мишеля Пинсо, его вдохновили слова из Корана: «Трон Аллаха находится на воде». Эту идею он использовал при проектировании постройки. И в самом деле, здание мечети задумано таким образом, чтобы при приливе у молящихся создавалось впечатление, что мечеть плывёт по волнам подобно кораблю. Этот эффект усиливается по мере увеличения высоты волн.